# Cyperus longibracteatus
Cyperus longibracteatus là loài thực vật có hoa trong họ Cói. Loài này được (Cherm.) Kük. mô tả khoa học đầu tiên năm 1929.